# Onda interna

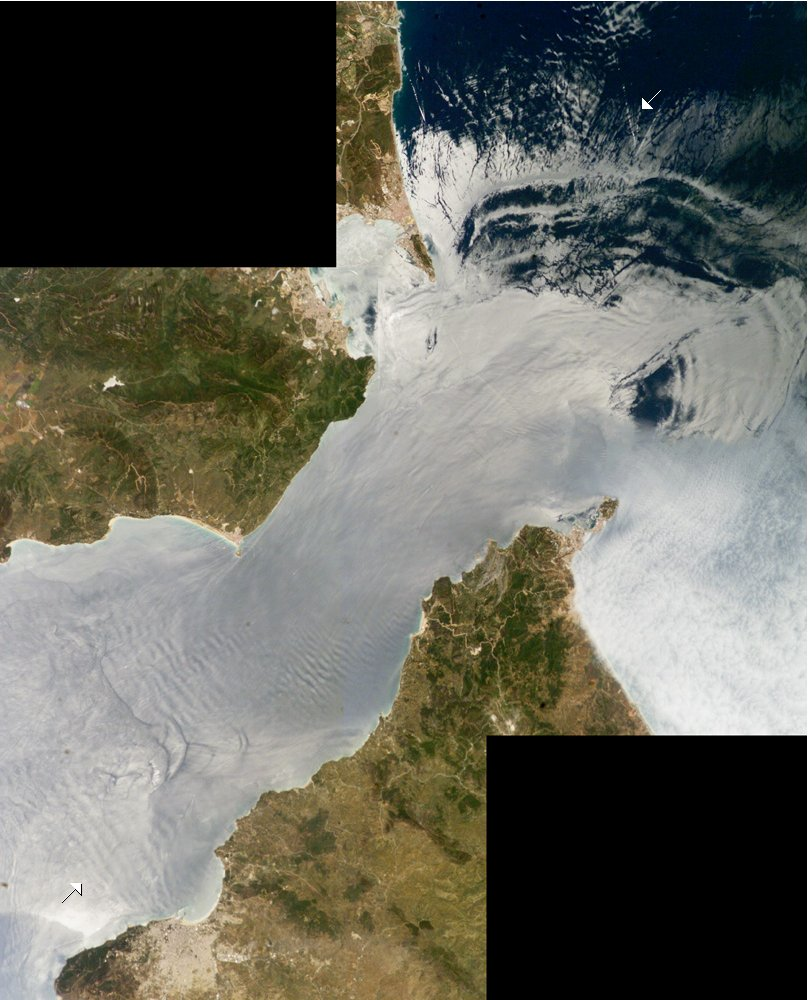
Onde interne causate dal flusso di marea nello Stretto di Gibilterra e rese visibili dalla retrodiffusione della luce sulla superficie dell'acqua del mare.

Un'onda interna è un'onda di gravità che oscilla all'interno di un mezzo fluido invece che alla sua superficie.

Affinché un tale tipo di onda possa esistere, il fluido deve essere stratificato, vale a dire che la sua densità deve decrescere in modo continuo o discontinuo con la profondità a causa di variazioni nella temperatura o nella salinità. Se la densità varia entro una breve distanza verticale (come nel caso del termoclino nei laghi o negli oceani, o nell'inversione termica), le onde si propagano orizzontalmente come onde di superficie, ma ad una velocità più lenta determinata dalla differenza di densità del fluido al di sotto e al di sopra dell'interfaccia. Se la densità varia in modo continuo, le onde si propagano sia in orizzontale sia in verticale attraverso il fluido.

## Nomenclatura
Le onde interne, chiamate anche onde di gravità interne, assumono una serie di nomi che dipendono dalla stratificazione del fluido, dal meccanismo di generazione, dall'ampiezza e dall'influenza delle forze esterne.
- Se si propagano orizzontalmente lungo un'interfaccia dove la densità decresce rapidamente con l'altezza, vengono chiamate specificamente onde interne interfacciali.
- Se le onde interfacciali sono di grande ampiezza vengono definite onde solitarie interne o solitoni interni.
- Se si muovono verticalmente attraverso l'atmosfera dove la loro dinamica è influenzata da significative variazioni della densità dell'aria, sono chiamate onde interne anelastiche.
- Se generate dal flusso al di sopra della topografia, vengono chiamate onde orografiche, onde di sottovento, o onde di monte.
- Se le onde di monte si rompono nell'aria, possono dar luogo a forti venti caldi noti come venti Chinook in Nord America e venti di Favonio in Europa.
- Se si generano nell'oceano in seguito al flusso di marea sui crinali sottomarini o sulla piattaforma continentale, vengono chiamate onde interne di marea.
- Se evolvono lentamente in confronto alla frequenza di rotazione terrestre, in modo che le loro dinamiche siano influenzate dalla forza di Coriolis, vengono chiamate onde di gravità inerziale o semplicemente onde inerziali.

Le onde interne vengono di solito distinte dalle onde di Rossby, che sono influenzate dalla variazione della frequenza di Coriolis con la latitudine.

## Spinta idrostatica, gravità ridotta e frequenza idrostatica
In base al principio di Archimede, il peso di un oggetto immerso in un fluido viene ridotto in funzione del peso del fluido che esso sposta. Questo è valido per una particella fluida di densità {\displaystyle \rho } circondata da un ambiente fluido di densità {\displaystyle \rho _{0}}. Il suo peso per unità di volume è {\displaystyle g(\rho -\rho _{0})}, dove {\displaystyle g} è l'accelerazione di gravità. Dividendo per la densità caratteristica, {\displaystyle \rho _{00}}, si ottiene la gravità ridotta:
{\displaystyle g^{\prime }\equiv g{\frac {\rho -\rho _{0}}{\rho _{00}}}}
Se {\displaystyle \rho >\rho _{0}}, {\displaystyle g^{\prime }} è positiva anche se generalmente molto più piccola di {\displaystyle g}. Poiché l'acqua è molto più densa dell'aria, lo spostamento d'acqua da parte dell'aria da un'onda di gravità superficiale risente praticamente della pura forza di gravità ({\displaystyle g^{\prime }\sim g}). In un lago, lo spostamento del termoclino che separa l'acqua più calda in superficie dall'acqua fredda in profondità, risente della spinta idrostatica correlata alla gravità ridotta. Ad esempio la differenza di densità tra l'acqua ghiacciata e l'acqua a temperatura ambiente è di 0,002 che è la densità caratteristica dell'acqua. Pertanto la gravità ridotta è lo, 2% della gravità. Questo è il motivo per cui le onde interne si muovono molto lentamente in confronto alle onde di superficie.
Mentre la gravità ridotta è la variabile fondamentale per descrivere la spinta idrostatica delle onde interne interfacciali, si usa una differente quantità per descrivere la spinta in un fluido continuamente stratificato la cui densità varia con l'altezza, cioè {\displaystyle \rho _{0}(z)}.

Supponiamo che una colonna d'acqua sia in equilibrio idrostatico e una piccola particella di fluido con densità {\displaystyle \rho _{0}(z_{0})} venga spostata verticalmente per una piccola distanza {\displaystyle \Delta z}. La forza idrostatica che ristabilisce l'equilibrio dà luogo ad un'accelerazione verticale, data da
{\displaystyle {\frac {d^{2}\Delta z}{dt^{2}}}=-g^{\prime }=-g(\rho _{0}(z_{0})-\rho _{0}(z_{0}+\Delta z))/\rho _{0}(z_{0})\simeq -g\left(-{\frac {d\rho _{0}}{dz}}\Delta z\right)/\rho _{0}(z_{0})}
Questa è l'equazione per le molle, la cui soluzione prevede uno spostamento verticale oscillatorio nel tempo attorno a {\displaystyle z_{0}} con la frequenza di Brunt-Väisälä che è la frequenza idrostatica:
{\displaystyle N=\left(-{\frac {g}{\rho _{0}}}{\frac {d\rho _{0}}{dz}}\right)^{1/2}.}
L'argomento può essere generalizzato per predire la frequenza {\displaystyle \omega } di una particella di fluido che oscilla lungo una linea con un angolo {\displaystyle \Theta } rispetto alla verticale:
{\displaystyle \omega =N\cos \Theta }.
Questo è un modo di scrivere la relazione di dispersione per onde interne le cui linee di costanza di fase giacciono ad un angolo {\displaystyle \Theta } rispetto alla verticale. In particolare, questo mostra che la frequenza idrostatica è un limite superiore per le frequenze ammesse per le onde interne.

## Formalismo matematico per le onde interne
La teoria per le onde interne interfacciali e quelle che si propagano verticalmente fa ricorso a un formalismo matematico differente e pertanto devono essere trattate in modo separato.

### Onde interfacciali
Nel caso più semplice, si considera un fluido a due strati in cui uno strato di fluido con densità uniforme {\displaystyle \rho _{1}} è sovrapposto ad uno strato di densità uniforme {\displaystyle \rho _{2}}. L'interfaccia tra i due strati è posta arbitrariamente a {\displaystyle z=0.} Si assume che i fluidi degli strati superiore e inferiore siano irrotazionali. La velocità in ciascuno strato è pertanto data dal gradiente del potenziale di velocità, {\displaystyle {{\vec {u}}=\nabla \phi ,}} e il potenziale stesso soddisfa l'equazione di Laplace:
{\displaystyle \nabla ^{2}\phi =0.}
Assumendo che il dominio sia illimitato e bidimensionale (nel piano {\displaystyle x-z}) e che l'onda sia periodica in {\displaystyle x} con numero d'onda {\displaystyle k>0,} l'equazione in ogni strato si riduce ad un'equazione differenziale ordinaria del secondo ordine in {\displaystyle z}. Per le soluzioni limitate, il potenziale di velocità in ciascuno strato è
{\displaystyle \phi _{1}(x,z,t)=Ae^{-kz}\cos(kx-\omega t)}
e
{\displaystyle \phi _{2}(x,z,t)=Ae^{kz}\cos(kx-\omega t),}
dove {\displaystyle A} è l'ampiezza dell'onda e {\displaystyle \omega } la sua frequenza angolare. Per derivare questa strutturazione, sono state utilizzate condizioni di uguaglianza all'interfaccia che richiedono la continuità della massa e della pressione. Queste condizioni danno anche la relazione di dispersione:
{\displaystyle \omega ^{2}=g^{\prime }k}
in cui la gravità ridotta {\displaystyle g^{\prime }} è basata sulla differenza di densità tra lo strato superiore e inferiore:
{\displaystyle g^{\prime }={\frac {\rho _{2}-\rho _{1}}{\rho _{2}+\rho _{1}}}\,g,}
dove {\displaystyle g} è la gravità terrestre. Da notare che la relazione di dispersione è la stessa delle onde superficiali di acqua profonda se si pone {\displaystyle g^{\prime }=g.}

### Onde interne in un fluido uniformemente stratificato
La relazione di struttura e di dispersione delle onde interne in un fluido uniformemente stratificato si trova attraverso la soluzione delle equazioni linearizzate di conservazione della massa, del momento e dell'energia interna assumendo che il fluido sia incompressibile e che la densità di fondo vari di una piccola quantità (approssimazione di Boussinesq). Assumendo che le onde siano bidimensionali nel pianox-z, le rispettive equazioni sono:
{\displaystyle \partial _{x}u+\partial _{z}w=0}
{\displaystyle \rho _{00}\partial _{t}u=-\partial _{x}p}
{\displaystyle \rho _{00}\partial _{t}w=-\partial _{z}p-\rho g}
{\displaystyle \partial _{t}\rho =-wd\rho _{0}/dz}
nelle quali {\displaystyle \rho } è la densità perturbativa, {\displaystyle p} è la pressione, e {\displaystyle (u,w)} la velocità. La densità ambiente varia linearmente con l'altezza come dato da {\displaystyle \rho _{0}(z)} mentre {\displaystyle \rho _{00}}, una costante, è la densità ambiente caratteristica. 
Risolvendo le quattro equazioni nelle quattro incognite per un'onda di forma {\displaystyle \exp[i(kx+mz-\omega t)]} si ottiene la relazione di dispersione
{\displaystyle \omega ^{2}=N^{2}{\frac {k^{2}}{k^{2}+m^{2}}}=N^{2}\cos ^{2}\Theta }
in cui {\displaystyle N} la frequenza idrostatica e {\displaystyle \Theta =\tan ^{-1}(m/k)} è l'angolo del vettore numero d'onda rispetto all'orizzontale, che è anche l'angolo formato dalle linee di fase costante rispetto alla verticale.
La velocità di fase e la velocità di gruppo derivanti dalla relazione di dispersione hanno l'inusuale proprietà di essere perpendicolari mentre le componenti verticali delle velocità di fase e di gruppo hanno segno opposto: se un pacchetto di onde si muove in alto a destra, la cresta si muove in basso a destra.

## Onde interne nell'oceano

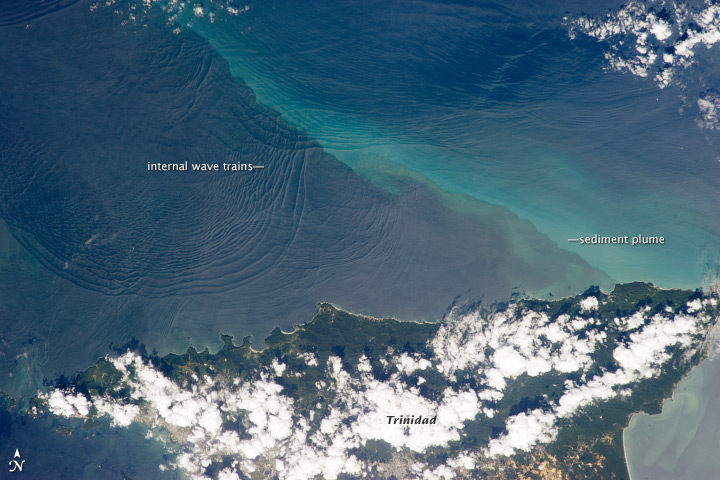
Treno di onde interne attorno a Trinidad, visto dallo spazio.

La maggior parte delle persone pensa che le onde siano solo un fenomeno superficiale che si forma tra l'acqua dei laghi o del mare e l'aria. Tuttavia quando acqua a bassa densità si sovrappone nell'oceano ad acqua di densità più elevata, si propagano delle onde interne lungo l'interfaccia di separazione. Questo è particolarmente comune sulla piattaforma continentale degli oceani e dove l'acqua salmastra si sovrappone all'acqua salata alla foce dei grandi fiumi. Di solito c'è pochissima evidenza superficiale di questo fenomeno, eccetto la comparsa di bande lisce che si formano sopra il ventre delle onde.
Le onde interne sono anche la causa del curioso fenomeno chiamato acqua morta, descritto per la prima volta nel 1893 dall'oceanografo norvegese Fridtjof Nansen, in cui una nave è soggetta ad una forte resistenza all'avanzamento in condizioni di mare apparentemente calmo. Questo avviene quando la nave sta navigando su uno strato di acqua relativamente dolce il cui spessore è confrontabile con il pescaggio della nave. Si forma una scia di onde interne che provoca la dissipazione di una notevole quantità di energia.